# Panorpa cornigera
Panorpa cornigera är en näbbsländeart som beskrevs av Maclachlan 1887. Panorpa cornigera ingår i släktet Panorpa och familjen skorpionsländor. Inga underarter finns listade i Catalogue of Life.